# Schwimmbach (Aiterach)
Der Schwimmbach  ist ein linker Nebenfluss der Aiterach in Bayern mit einer Länge von 5,6 km.

## Verlauf
Der Schwimmbach entspringt in der Gemeinde Leiblfing etwa einen Kilometer westlich vom Ortskern des Kirchdorfs Schwimmbach als Abfluss einer Weiherkette in einer Geländesenke. Der Verlauf führt durch offene landwirtschaftliche Nutzflächen fast ohne begleitendes Gehölz und die einzige Siedlung am Verlauf, das Dorf Schwimmbach. Der Schwimmbach mündet einen Kilometer südwestlich des Ortskerns von Leiblfing in die Aiterach, genau östlich des Ursprungs und in einer Entfernung von fünf Kilometern Luftlinie.
Die Kreisstraße SR 25 verläuft auf ihrer gesamten Länge im Tal des Schwimmbachs.